# Giro del Lazio 1934
Il Giro del Lazio 1934, seconda edizione della corsa, noto anche come Giro delle Quattro Provincie del Lazio, si svolse dal 21 al 24 giugno 1934 su un percorso di 757 km suddiviso in quattro tappe. Riservato a professionisti e indipendenti, fu vinto dall'italiano Renato Scorticati, che completò la prova in 26h39'50" precedendo i connazionali Adalino Mealli e Ambrogio Morelli. Degli 83 ciclisti al via (su 104 iscritti), 43 portarono a termine la prova.

## Percorso
Il percorso della gara, organizzata dalla romana Associazione Sportiva Monti e dal quotidiano Il Littoriale, era suddiviso in quattro tappe. La prima tappa, 188 km, dopo il via dal Piazzale di Ponte Milvio a Roma transitò da Isola Farnese, Bracciano, Allumiere (quota 490 m s.l.m., al termine della salita della Tolfa), Civitavecchia, Tarquinia, Montalto di Castro, Canino e Tuscania, e si concluse a Viterbo. La seconda tappa, 202 km, partì da Viterbo e portò i ciclisti ad affrontare diversi saliscendi nell'Alta Tuscia e nell'appennino ternano e reatino; si attraversarono nell'ordine Montefiascone, Valentano, Acquapendente, Bolsena, quindi, in Umbria, Orvieto, Baschi, Narni, Terni e Piediluco, per arrivare infine a Rieti, sede del traguardo.
La terza tappa, la più lunga e dura (220 km), prese il via da Rieti e si avviò in salita, via Poggio Moiano, fino a Orvinio (830 m s.l.m.); il percorso discese quindi verso la valle dell'Aniene fino a Subiaco, e da lì affrontò la salita verso gli Altipiani di Arcinazzo e il colle Cimetta (1011 m s.l.m.). La discesa seguente, via Guarcino e Alatri, portò la corsa a Frosinone, Ceprano e Pico; in quest'ultima località prese il via la terza ascesa, quella verso il Monte Croce (911 m s.l.m.), scollinato il quale si discese verso il mare via Itri, con traguardo posto a Formia. La quarta e ultima tappa, di 147 km, partì da Formia e, dopo la breve salita di Itri, attraversò Fondi e l'Agro Pontino (si passò da Terracina, Littoria e Cisterna) per salire quindi verso i Colli Albani: si transitò nell'ordine da Velletri, Genzano, Ariccia e Rocca di Papa (dopo lo scollinamento al Santuario della Madonna del Tufo, quota 769 m s.l.m., discendendo quindi verso il Motovelodromo Appio di Roma, sede del traguardo, via Frascati.

## Tappe
| Tappa  | Data      | Percorso        | km  | Vincitore di tappa | Leader cl. generale |
| ------ | --------- | --------------- | --- | ------------------ | ------------------- |
| 1ª     | 21 giugno | Roma > Viterbo  | 188 | Aurelio Scazzola   | Aurelio Scazzola    |
| 2ª     | 22 giugno | Viterbo > Rieti | 202 | Antonio Andretta   | Antonio Andretta    |
| 3ª     | 23 giugno | Rieti > Formia  | 220 | Adalino Mealli     | Renato Scorticati   |
| 4ª     | 24 giugno | Formia > Roma   | 147 | Adalino Mealli     | Renato Scorticati   |
| Totale | Totale    | Totale          | 757 |                    |                     |

## Classifiche finali

### Classifica generale (Top 10)
| Pos. | Corridore         | Squadra      | Tempo     |
| ---- | ----------------- | ------------ | --------- |
| 1    | Renato Scorticati | V.C. Reggio  | 26h39'50" |
| 2    | Adalino Mealli    | Pistoiese    | a 5'42"   |
| 3    | Ambrogio Morelli  | Legnanese    | a 14'29"  |
| 4    | Antonio Andretta  | Padovani     | a 21'14"  |
| 5    | Ernesto Taddei    | 35ª L. MVSN  | a 25'55"  |
| 6    | Romeo Rossi       | A.C. Pratese | a 28'09"  |
| 7    | Oreste Boccaccio  | -            | a 30'09"  |
| 8    | Ruggero Balli     | A.C. Pratese | a 32'37"  |
| 9    | Umberto Guarducci | A.S. Roma    | a 32'54"  |
| 10   | Edoardo Stretti   | 35ª L. MVSN  | a 35'45"  |